# فخرعظمی ارغون
فخرعظمی ارغون (فخر عادل خلعتبری) (۱۲۷۷–۱۳۴۵) روزنامه‌نگار و از شاعران صاحب‌نام ایران و مادر سیمین بهبهانی بود.
فخرعظمی از زنان پیشرو جنبش زنان ایران و از شاعران موفق زمان خود بود و در انجمن نسوان وطن‌خواه عضویت داشت (۱۳۰۴–۱۳۰۸). از سال ۱۳۱۱ سردبیر روزنامه آینده ایران بود و در سال ۱۳۱۴ مجله بانوان را منتشر کرد. او همچنین در زمان رضاشاه عضو فعال کانون بانوان و از شهریور ۱۳۲۰ از اعضای حزب دموکرات ایران بود.
او در تأسیس مدارس دخترانه نیز نقشی چشمگیر داشت و خود زبان فرانسه تدریس می‌کرد و آموزگار رسمی آموزش و پرورش بود. سال‌ها در دبیرستان‌های ناموس، دارالمعلمات و نوباوگان تهران تدریس نمود تا اینکه در سال ۱۳۳۷ بازنشسته شد و برای سرپرستی فرزندانش به آمریکا رفت.

## زندگی
فخرعظمی در سال ۱۲۷۷ ه‍.ش (۱۳۱۶ ه‍.ق) به دنیا آمد. پدرش مرتضی قلی خان ارغون ملقب به مکرم السلطان از خاندان خلعتبری بود و مادرش قمرخانم معروف به عظمت السلطنه فرزند میرزا محمد خان امیرتومان فرزند فتحعلی خان امین الملک (ایشیک آغاسی باشی دربار فتحعلی شاه قاجار و بیگلربیگی آذربایجان) فرزند امیر هدایت‌الله خان فومنی (حکمران نامدار و مقتدر گیلان در دوره زندیه و قاجاریه) بود.
فخر عظمی ارغون فارسی و عربی و فقه و اصول را در مکتب‌خانه خصوصی خواند و با متون نظم و نثر آشنایی کامل داشت و زبان فرانسه را نیز زیر نظر یک مربی سوئیسی آموخت و گواهینامه پایان تحصیلات مدرسه ژاندارک و مدرسه آمریکایی را هم اخذ نمود. او موسیقی سنتی ایرانی را هم نزد یک بانوی کلیمی به نام خانم جان مشاق فراگرفت.
او در سال ۱۳۰۳ ه‍.ش با عباس خلیلی (مدیر روزنامه اقدام) ازدواج کرد. سرآغاز این آشنایی یک غزل انقلابی با مطلع زیر بود که فخرعظمی برای روزنامه فرستاده بود:
| مُلک را از خون خائن لاله‌گون باید نمود |  | جاری از هر سوی کشور جوی خون باید نمود |

فخرعظمی از عباس خلیلی دارای یک دختر به نام «سیمین» شد که با نام سیمین بهبهانی نامبردار گردیده‌است ولی این ازدواج در سال ۱۳۱۰ به جدایی انجامید.
فخرعظمی ارغون چندی بعد با عادل خلعتبری (مدیر روزنامه آینده ایران) ازدواج کرد و نام خود را به خواسته همسرش به «فخر عادل» تغییر داد و از همسر دوم خود صاحب سه فرزند به نام‌های عادل نژاد (غوغا) و عادل دخت (ترانه) و عادل فر (سهراب) شد.
فخرعظمی ارغون در سال ۱۳۴۵ در سن ۶۸ سالگی بدرود حیات گفت و مطابق وصیتش در گورستان ابن‌بابویه در جوار شیخ صدوق به خاک سپرده شد.
صد و پنجاه شعر از او (غزل، رباعی، قصیده و ترجیع‌بند) که در نشریات آن زمان چاپ شده بود موجود است.
| صبا ز قول من این نکته را بپرس از مرد |  | چرا ضعیفه در این ملک نام من باشد |
| اگر ضعیفه منم از چه رو به عهده من    |  | وظیفه پرورش مرد پیلتن باشد       |
| …                                    |  |                                  |
| به چشم «فخری» دانش ز بس که شیرین است |  | همیشه در طلبش همچو کوهکن باشد    |

| هر وکیلی را که شد با زور و با زر انتخاب |  | از درون مجلس شورا برون باید نمود |

## نخستین زن شاغل
در زمانی که استخدام زنان در پست‌های اداری معمول نبود و هیچ زنی به فکر اشتغال در ادارات و پست‌های اداری و دولتی نبود، فخرعظمی ارغون نخستین زن شاغل بود که در سال ۱۳۱۶ شمسی با سمت معاونت تعلیمات نسوان در وزارت فرهنگ و معارف وقت استخدام شد و در مدت یک سال فعالیت خود، تعدادی از زنان را برای همکاری در این حوزه انتخاب کرد. البته او به علت علاقه‌ای که به تدریس داشت از این کار دولتی استعفا داد و دوباره به شغل معلمی روی آورد و به مدت سه سال در دبیرستان پسرانه پهلوی زبان عربی تدریس کرد.

## فعالیت‌ها
در سال ۱۳۰۳، فخرعظمی و گروهی از زنان روشنفکر مانند نورالهدی منگنه، محترم اسکندری، ملوک اسکندری و فخرآفاق پارسا هسته مرکزی «انجمن نسوان وطنخواه» را تأسیس کردند. هدف از این کار به دست آوردن حقوق برابر با مردان و امکان آموزش و پرورش دختران بود. در همین ایام انجمن توانست تعدادی از زنان با سواد را که مشتاق خدمت بودند به خدمت و عضویت بگیرد و هر کدام در انجمن مسئولیتی به عهده گرفتند.
در آن زمان سه یا چهار مدرسه دخترانه در تهران بیشتر نبود و ارغون در دو مدرسه دخترانه «ناموس» و «دارالمعلمات» زبان فرانسوی درس می‌داد و اوقات فراغتش را به خدمت رایگان در انجمن اختصاص داد.
علاوه بر سوادآموزی، آموزش نقاشی، گلدوزی، آشپزی، خیاطی و سایر کارهای هنری، کمک به زنان بی‌سرپرست، تهیه جهیزیه برای دختران نیازمند، دادن وام به افراد مستمند از دیگر فعالیت‌های انجمن بود. بعد از تعطیل شدن انجمن نسوان وطنخواه، فخر همراه با صدیقه دولت‌آبادی، هاجر تربیت، فخرآفاق پارسا، فاطمه سیاح، مه‌کامه محصص، بدرالملوک بامداد، همکاری خود را با کانون بانوان ادامه داد.
فخرعظمی سالها مدیریت مدرسه بزرگسالان را به عهده داشت و با وجود مشکلات فراوان و هزینه‌های سنگین مدرسه هرگز راضی نمی‌شد مدرسه را تعطیل کند. او حتی با فروختن وسایلی که از خانه پدری برایش به ارث مانده بود تلاش می‌کرد مدرسه را حفظ کند.
دختر وی سیمین بهبهانی می‌گوید:
«عجیب آنکه مادر با اصرار تمام از خورد و خوراک و پوشاک ما می‌کاست و مخارج مدرسه را می‌پرداخت.»
فخرعظمی ارغون علاوه بر این کار در هر ماه یک تئائر هم در این مدرسه راه‌اندازی می‌کرد. بازیگران تئاتر خود خانم‌ها بودند و نمایشنامه را هم خودشان می‌نوشتند.
فخری مدتی هم مسئولیت سردبیری روزنامه «آینده ایران» را داشت. او بعد از سالها تدریس در مدارس تهران، در سال ۱۳۳۷ بازنشسته شد و برای سرپرستی فرزندانش به آمریکا رفت.

## شعر و موسیقی
فخرعظمی هنر موسیقی را از دایی‌اش ارفع‌الملک به ارث برده بود. او هم شعر می‌گفت و هم تار می‌نواخت. فخرعظمی ابتدا نزد خانم جان مشاق، ضمن آموزش تار هفت دستگاه موسیقی را فراگرفت سپس به پیشنهاد ارفع‌الملک نزد عبدالله دوامی معروف به عبدالله خان دودانگه رفت.
عبدالله خان دودانگه هفته‌ای یک روز می‌آمد و در اتاق مجاور که به اتاق دیگر راه داشت می‌نشست و گوشه‌ها و تصنیف‌ها را می‌خواند و فخر در اتاق خود همه را با تار می‌نواخت و اگر اشتباه می‌کرد، استاد از اتاق مجاور اشتباه او را یادآور می‌شد و به این ترتیب پس از مدتی با موسیقی آن‌چنان درآمیخت که در روزگار انزوا و تنهایی پناهگاه روحی و مونس تنهایی‌اش شد.
فخرعظمی در سال ۱۲۹۶، در حالی که ۱۹سال بیشتر نداشت تصنیف زیر را سرود و عبدالله دوامی در دستگاه سه‌گاه روی آن آهنگ ساخت.
زلف پر خم و چین را بر رخ از چه افکندی
جمع یک جهان دل را از چه رو پراکندی
با تبسم شیرین زان لبان چون یاقوت
رونق شکر بردی شور در دل افکندی
چون به دامنت جانا دست می‌نیارم زد
چاره نیست جز مردن، اندر آرزومندی…
فخر بیشتر متناسب با شرایط اجتماعی روز شعر می‌نوشت و یادآور سروده‌هایش شاعران انقلاب مشروطه بودند که شور و هیجان زیادی در آن وجود داشت.